# سد سورال
سد سورآل، سدی سنگریزه‌ای با هسته قائم رسی است که در سه کیلومتری جنوب غربی روستای سورال از توابع شهرستان دهگلان در استان کردستان قرار دارد. رودخانه سورال از سرشاخه‌های رودخانه زاب است. اراضی تحت پوشش آبیاری سد سورال در حدود ۱۲۰۰ هکتار با آبیاری تحت فشار می‌باشد. خط انتقال آب از محل سد تا ابتدای اراضی حدود ۱٫۲ کیلومتر است.
در بازدید کمیته ماهیگیری ورزشی شهرستان قروه از این سد در سال ۱۳۹۶ مشخص شد که ماهیان دریاچه این سد دچار بیماری شده‌اند و آب این سد دچار آلودگی است. بعد از بررسی این تیم معلوم شد رهاسازی پساب سطحی روستاهای بالادست در داخل این رود که همراه خود فضولات حیوانی را هم وارد دریاچه این سد کرده و همچنین رهاسازی ماهی قرمز در داخل این سد که ناقل انگل بوده‌اند عامل این آلودگی بوده است.